# Christi Krybbe skoler

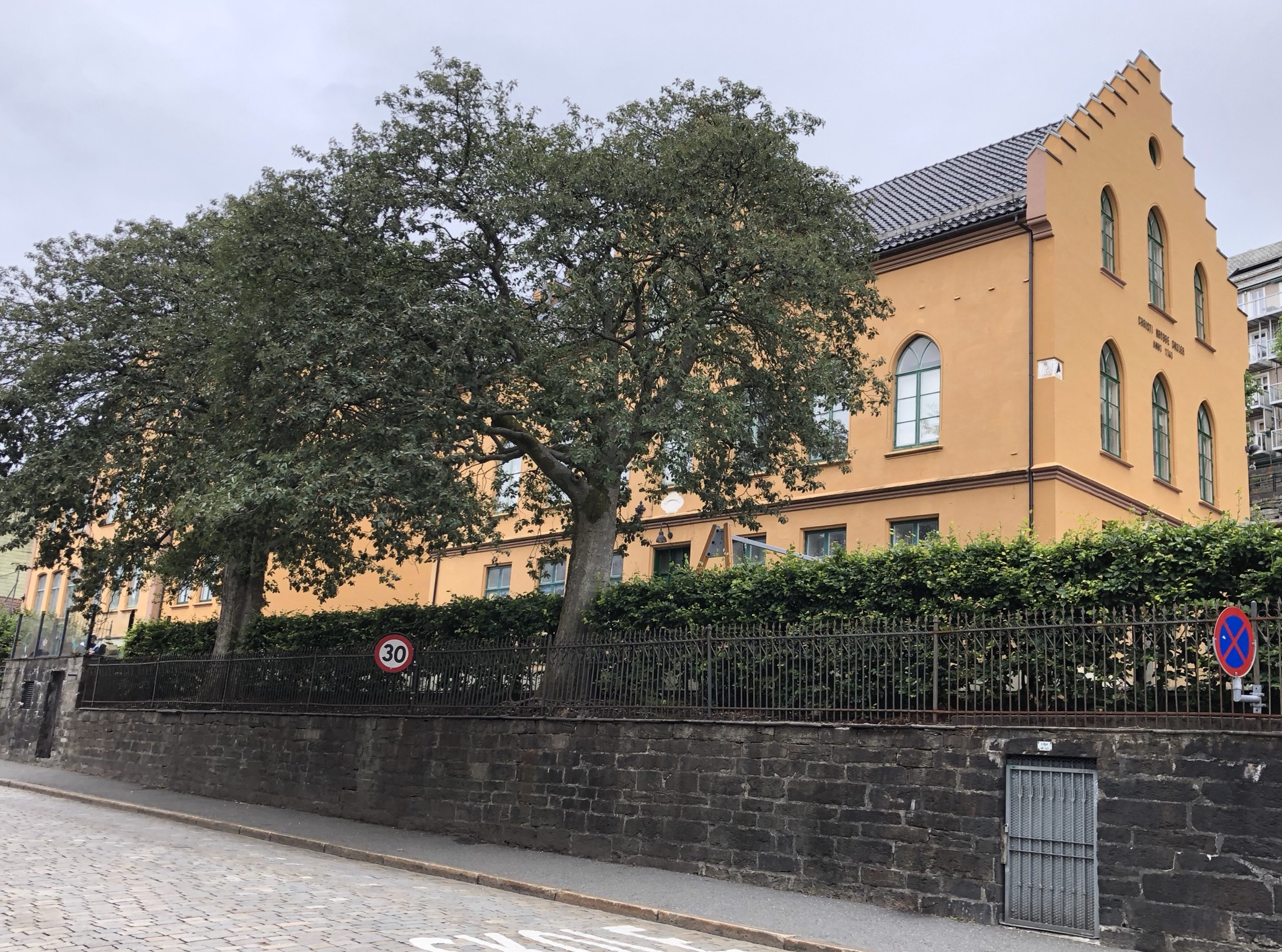
Christi Krybbe skoler, 2019

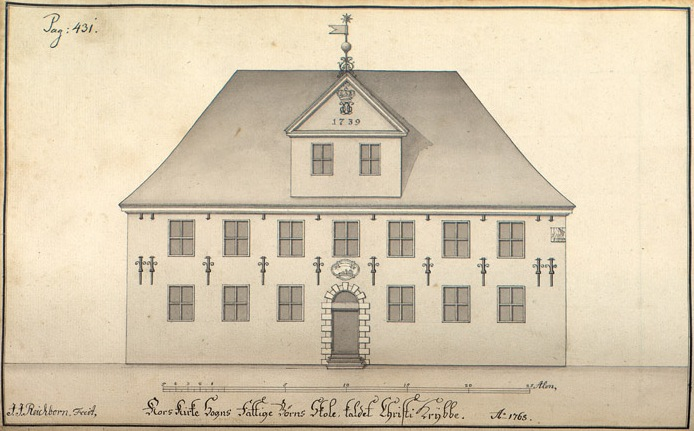
Zeichnung von 1764

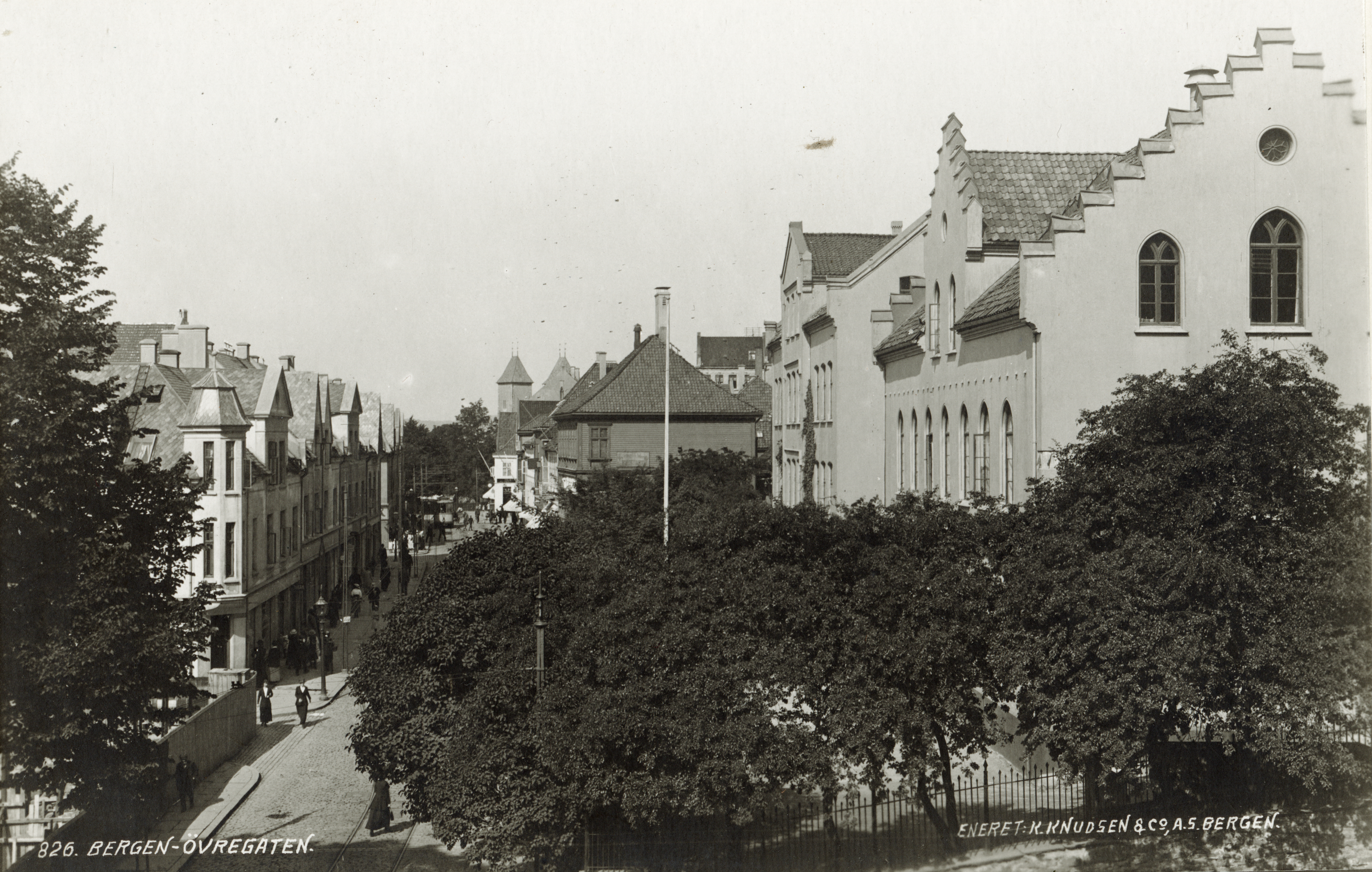
Blick von Südosten

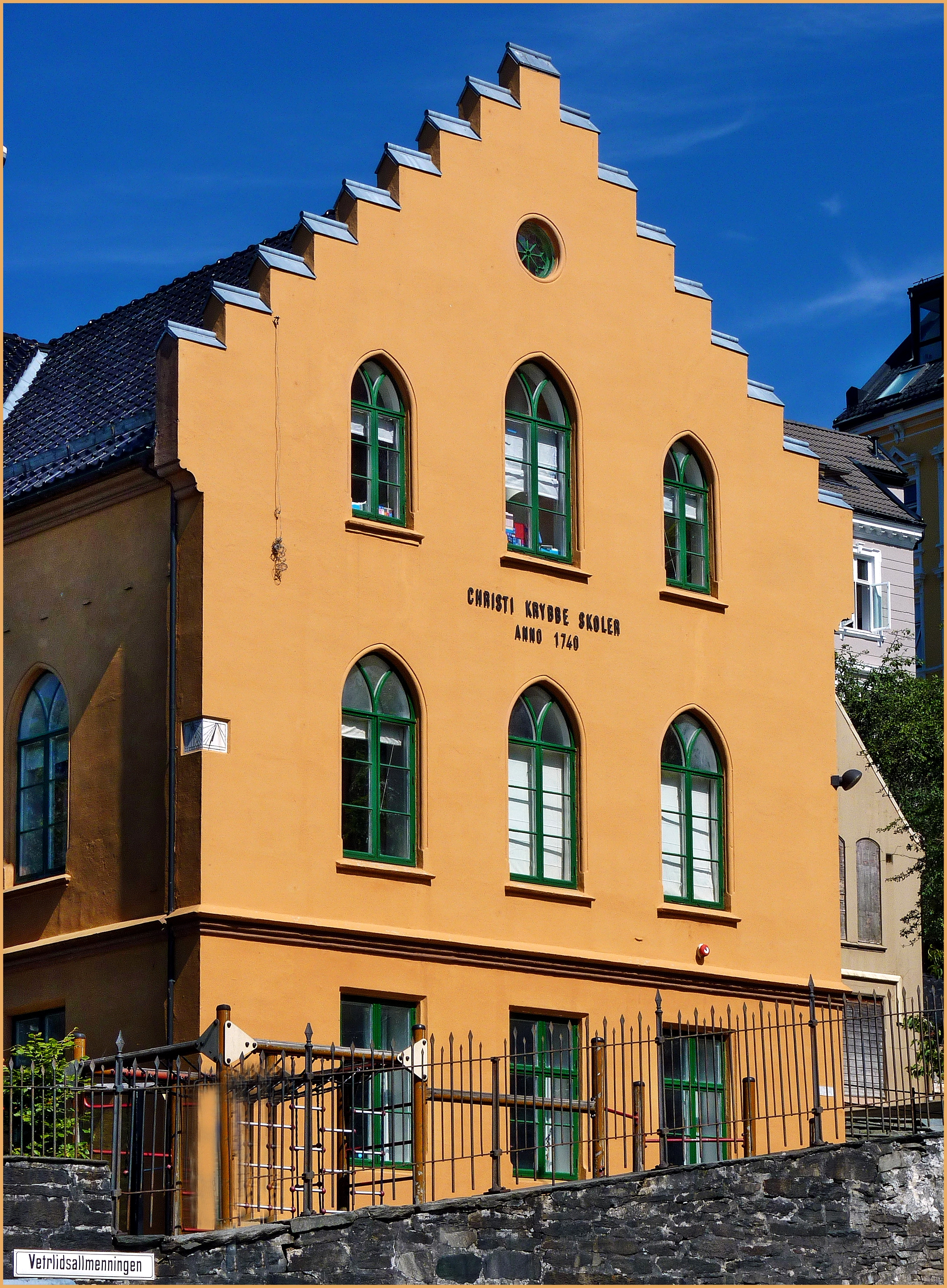
Giebel, 2014

Die Christi Krybbe skoler ist eine Schule in der norwegischen Stadt Bergen. Sie ist die älteste noch bestehende Grundschule Nordeuropas.

## Lage
Sie befindet sich in der Innenstadt von Bergen auf der Nordseite oberhalb der Øvregaten an der Adresse Vetrlidsallmenningen 10. Südöstlich der Schule befindet sich die Talstation der Bergbahn Fløibanen.

## Geschichte
Die Schule wurde am 1. Mai 1737 für die armen Kinder der Kirchengemeinde gestiftet. Die Finanzmittel in Höhe von 2423 Riksdaler wurden von 24 zur Bergener Kreuzkirche gehörenden Geschäftsleuten aufgebracht. Die Stiftungsunterlagen der Schule wurden von Pfarrer Jens Mariager und dem Kaplan Christian Thunboe erarbeitet und dem König Christian VI. zugeleitet, der sie am 29. August 1738 genehmigte. Der Grundstein wurde am 20. April 1739 gelegt. Die Schule entstand an der Stelle der beim Stadtbrand von Bergen 1702 zerstörten deutschen Pfarrkirche Sankt-Martin. Da das Grundstück der Hanse gehörte, war zuvor die Einholung einer Genehmigung des Hamburger Bürgermeisters erforderlich.
Die Schule war vorrangig für Waisenkinder, im Weiteren für Halbwaisen bzw. arme Kinder vorgesehen. Für die Lehrer waren strenge Verhaltensregeln vorgesehen. Sie lebten in der Schule und brauchten für Besuche aber auch zum Heiraten die Genehmigung des Pfarrers. Die körperliche Züchtigung der Schüler war untersagt. Im ersten Schuljahr wurden 32 Jungen und 8 Mädchen in der christlichen Lehre, Lesen, Schreiben und Mathematik unterrichtet. Jeweils am 11. November eines Jahres besuchte der Bischof die Schule und prüfte die Kinder.
1874 wurde ein zweites Schulgebäude errichtet, das als eigenständige Mädchenschule Øvregaten skole diente.
Am 1. Januar 1893 wurde die Schule mit der benachbarten Mädchenschule zusammengelegt und als Oberschule unter dem Namen Øvregaten skoler geführt. Es wurden nun 666 Mädchen und 488 Jungen unterrichtet. 1920 erhielt die Schule ihren heutigen Namen. Die Trennung von Mädchen und Jungen wurde jedoch zunächst fortgesetzt und bestand noch bis in die 1930er Jahre mittels eines Zauns. Im Jahr 1940 wurde die Schule von deutschen Besatzungstruppen belegt. Die Kinder gingen auf die Krohnengen skole oder wurden zu Hause unterrichtet. In den 1960er und 1970er Jahren war die Einwohnerzahl der Innenstadt deutlich zurückgegangen, so dass auch die Schülerzahl so gering war, dass eine Schulschließung befürchtet wurde. Von 1989 bis 1992 nutzte das Schulmuseum Bergen Teile der Räumlichkeiten.
Die Schülerzahlen stiegen dann jedoch wieder an. 2009 wurden 151 Schüler in den Klassenstufen eins bis sieben von 19 Lehrern unterrichtet, 2019 waren es 183 Schüler.